# Gabor Varga
Gabor Péter "Gabbe" Varga, född 15 mars 1961 i Sundbyberg, död 10 september 2006 på Malta, var en svensk uppvisningspilot. Han har deltagit i EM i aerobatic, där han kom på 13:e plats 2001, samt blivit utsedd till europeisk mästare i freestyle år 2003 och nordisk mästare år 2004, 2005 och 2006. Han innehade världsrekordet för antalet loopingar på en timme - 256.
Varga omkom under en flyguppvisning utanför Marsamxett på Malta när han vid en upptagning kolliderade med ett annat plan som slog av stjärtpartiet på hans Jak-55.